# Alexander Michailowitsch Jurkewitsch
Alexander Michailowitsch Jurkewitsch (russisch Александр Михайлович Юркевич; * 22. Mai 1942; † 25. Juni 2011 in Moskau) war ein sowjetischer Ringer. Er war Weltmeister 1969 im griechisch-römischen Stil im Halbschwergewicht.

## Werdegang
Alexander Jurkewitsch begann als Jugendlicher mit dem Ringen. Er trat in die Rote Armee ein und wurde dort umfassend gefördert. Er konzentrierte sich dabei voll auf den griechisch-römischen Stil. Zu seiner Zeit war die Konkurrenz in der Sowjetunion, das zumindest im griechisch-römischen Stil die Ringer-Nation Nr. 1 in der Welt war, besonders groß. Er musste daher relativ lange warten, bis er zu Einsätzen bei internationalen Meisterschaften kam, obwohl er seit 1965 zu den besten sowjetischen Ringern seiner Gewichtsklasse gehörte. Die Ringer, gegen die er sich in der UdSSR durchsetzen musste, waren alles Weltklasseleute wie Rimantas Bagdonas, Walentin Olenik, Waleri Resanzew, Anatoli Kirow, Omar Bliadse oder Nikolai Iwanowitsch Jakowenko.
Nach einigen Erfolgen bei wichtigen nationalen Veranstaltungen wie dem renommierten „Iwan-Poddubny“-Turnier in Moskau wurde Alexander Jurkewitsch dann 1967 bei der Europameisterschaft in Minsk eingesetzt. Er zeigte dort im Mittelgewicht sein großes Können und wurde mit Siegen über Jean-Marie Chardonnes aus der Schweiz, Merlid Öyvid aus Norwegen, einem Freilos und einem Unentschieden gegen Lothar Metz aus der DDR Europameister.
Den Sprung zu den Olympischen Spielen 1968 verpasste Alexander Jurkewitsch aber, weil er sich, inzwischen in das Halbschwergewicht gewechselt, in der Sowjetunion nicht gegen Nikolai Iwanowitsch Jakowenko durchsetzen konnte. Er wurde aber 1969 bei der Weltmeisterschaft in Mar del Plata wieder eingesetzt. Im Halbschwergewicht besiegte er dort Ragnar Gundersen aus Norwegen, Burke Deadrich aus den Vereinigten Staaten, Hiroyoshi Fujigawa aus Japan, Nicolae Neguț aus Rumänien und Wenko Zinzarow aus Bulgarien und wurde damit Weltmeister.
Alexander Jurkewitsch war danach zwar noch einige Jahre lang aktiv, kam aber zu keinen weiteren Einsätzen bei den internationalen Meisterschaften mehr.

## Internationale Erfolge
| Jahr | Platz | Wettbewerb                                                             | Gewichtsklasse | |
| 1965 | 2.    | „Iwan-Poddubny“-Turnier in Moskau                                      | Mittel         | hinter Walentin Olenik u. vor Rimantas Bagdonas, beide UdSSR                                                                                     |
| 1967 | 1.    | „Iwan-Poddubny“-Turnier in Moskau                                      | Mittel         | vor Walentin Olenik, Lothar Metz, DDR, Petar Krumow, Bulgarien, Nikolai Tarasow, UdSSR u. Branislav Simić, Jugoslawien                           |
| 1967 | 1.    | EM in Minsk                                                            | Mittel         | mit Siegen über Jean-Marie Chardonnes, Schweiz, einem Unentschieden gegen Lothar Metz, einem Freilos und einem Sieg über Merlid Öyvind, Norwegen |
| 1967 | 1.    | Vorolympische Spiele in Mexiko-Stadt                                   | Mittel         | vor Lothar Metz, Wenko Zinzarow, Bulgarien u. László Sillai, Ungarn                                                                              |
| 1968 | 2.    | „Iwan-Poddubny“-Turnier in Moskau                                      | Halbschwer     | hinter Wassili Merkulow, UdSSR, vor Karmazkitsch u. Kriwliwzen, bde. UdSSR sowie Per Svensson, Schweden                                          |
| 1969 | 1.    | Spartakiade der Armeen der Sozialistischen Länder                      | Halbschwer     | |
| 1969 | 1.    | WM in Mar del Plata                                                    | Halbschwer     | mit Siegen über Ragnar Gundersen, Norwegen, Burke Deadrich, USA, Hiroyoshi Fujigawa, Japan, Nicolae Neguț, Rumänien u. Wenko Zinzarow            |
| 1971 | 1.    | Meisterschaft der Armeen der Sozialistischen Länder (SKDA-Meistersch.) | Schwer         | vor Nicolae Neguț u. Jendreczek, DDR |

Anm.: alle Wettbewerbe im griechisch-römischen Stil, WM = Weltmeisterschaft, EM = Europameisterschaft, Mittelgewicht, bis 1968 bis 87 kg ab 1969 bis 82 kg, Halbschwergewicht, bis 1968 bis 97 kg, ab 1969 bis 90 kg, Schwergewicht, ab 1969 bis 100 kg Körpergewicht